# Bluffview (Wisconsin)
Bluffview es un lugar designado por el censo ubicado en el condado de Sauk en el estado estadounidense de Wisconsin. En el Censo de 2010 tenía una población de 742 habitantes y una densidad poblacional de 738,37 personas por km².

## Geografía
Bluffview se encuentra ubicado en las coordenadas 43°21′45″N 89°46′25″O / 43.36250, -89.77361. Según la Oficina del Censo de los Estados Unidos, Bluffview tiene una superficie total de 1 km², de la cual 1 km² corresponden a tierra firme y (0.77%) 0.01 km² es agua.

## Demografía
Según el censo de 2010, había 742 personas residiendo en Bluffview. La densidad de población era de 738,37 hab./km². De los 742 habitantes, Bluffview estaba compuesto por el 61.32% blancos, el 0.81% eran afroamericanos, el 1.75% eran amerindios, el 0% eran asiáticos, el 0% eran isleños del Pacífico, el 33.15% eran de otras razas y el 2.96% pertenecían a dos o más razas. Del total de la población el 47.3% eran hispanos o latinos de cualquier raza.